# Lynna Irby
Lynna Irby (6 de dezembro de 1998) é uma atleta estadunidense, campeã olímpica.
Irby começou a correr na pista aos nove anos pelo Indiana Storm Track Club. Nos Jogos Olímpicos de Verão de 2020, conquistou a medalha de ouro na prova de revezamento 4x400 metros feminino com o tempo de 3:16.85. Além disso, no revezamento 4x400 metros misto conseguiu o bronze com a marca de 3:10.22.